# Ophiarachnella macracantha
Ophiarachnella macracantha är en ormstjärneart som beskrevs av Hubert Lyman Clark 1909. Ophiarachnella macracantha ingår i släktet Ophiarachnella och familjen Ophiodermatidae. Inga underarter finns listade i Catalogue of Life.